# Бабинка (Воронежская область)
Бабинка — посёлок в Аннинском районе Воронежской области.
Входит в состав Рамоньского сельского поселения.

## Население
| 2000 | 2005 | 2010 |
| ---- | ---- | ---- |
| 70   | ↘55  | ↘18  |

## География

### Улицы
- ул. Озёрная,
- ул. Речная.